# Redevance sur les gisements d’hydrocarbures en mer
Lire en ligne

Lire sur Légifrance

La redevance sur les gisements d’hydrocarbures en mer est une taxe française créée en 2011 et supprimée huit ans plus tard.

## Historique
La redevance sur les gisements d'hydrocarbures en mer est instaurée par l'article 52 de la loi de finances pour 2012, pour offrir de nouvelles recettes à la Guyane et aligner le régime de taxation des gisements des hydrocarbures en mer sur le régime de taxation des titulaires de titres d'exploitation des mines d'hydrocarbures liquides ou gazeux. La redevance est codifiée à l'article L. 132-16-1 du code minier.
En 2014, l'Inspection générale des finances liste la redevance sur les gisements d’hydrocarbures en mer dans les 192 taxes à faible rendement. La mission préconise de supprimer cette taxe dans le cadre d'une redéfinition de la fiscalité applicable aux activités d'extraction.
Dans le cadre du projet de lois de finances pour 2020, l'amendement n° I-1414 présenté par Laurent Saint-Martin, prévoit la suppression de cette taxe du fait de son rendement nul. Malgré l'avis défavorable du gouvernement qui rappelle que la taxe à une dimension écologique, l'Assemblée nationale adopte l'amendement. Il en est de même pour le Sénat. La suppression de la redevance est définitivement adoptée le 19 décembre 2019.

## Caractéristiques

### Redevables
Les titulaires de concessions de mines d'hydrocarbures liquides ou gazeux sont tenus de payer annuellement à l'État une redevance à taux progressif et calculée sur la production pour les gisements en mer situés dans les limites du plateau continental. Le taux est fixé par décret dans la limite de 12 %.

### Bénéficiaires
Le produit de la taxe est affecté à 50 % à l’État et à 50 % à la région dont le point du territoire est le plus proche du gisement.

### Produit
Le produit de la redevance sur les gisements d'hydrocarbures en mer est nul car les projets d'extraction d'hydrocarbures sur le plateau continental guyanais ont été abandonnés (Zaedyus).